# Заоже (гміна Червін)
Заоже (пол. Zaorze) — село в Польщі, у гміні Червін Остроленцького повіту Мазовецького воєводства.
Населення — 133 особи (2011).
У 1975-1998 роках село належало до Остроленцького воєводства.

## Демографія
Демографічна структура станом на 31 березня 2011 року:
|          | Загалом | Допрацездатний вік | Працездатний вік | Постпрацездатний вік |
| -------- | ------- | ------------------ | ---------------- | -------------------- |
| Чоловіки | 65      | 8                  | 49               | 8                    |
| Жінки    | 68      | 16                 | 41               | 11                   |
| Разом    | 133     | 24                 | 90               | 19                   |